# Peer Wyboris
Peer Wyboris (* 4. November 1937 in Brandis bei Leipzig; † 22. August 2008 in Barcelona) war ein deutscher Jazzmusiker (Schlagzeug), der vor allem in Spanien tätig war. 
Wyboris, der zunächst zwischen 1956 und 1961 rund um das Mittelmeer mit Bands zur Truppenbetreuung unterwegs war, war lange Jahre Hausmusiker im Jazzclub Whisky & Jazz in der Madrider Calle del Marqués de Villamagna. Er arbeitete ab Mitte der 1960er-Jahre mit dem Pianisten Tete Montoliu, mit dem 1966 erste Aufnahmen entstanden (Tete Montoliu presenta Elia Fleta). Zudem gehörte er zum Quintett von Pedro Iturralde (Jazz Flamenco), mit dem er auch international auf Tournee war (u. a. Berliner Jazztage 1967). Er spielte ferner mit Lou Bennett und Juan Carlos Calderon. Von den 1970er- bis in die 1990er-Jahre gehörte er weiterhin dem Trio Montolius an; 1989 entstanden Aufnahmen mit Charlie Mariano und Tete Montoliu (It's Standard Time). Des Weiteren spielte er in Spanien und Italien mit Lucky Thompson, Slide Hampton/Dusko Goykovich, Frank Strazzeri, Bill Perkins und Claude Williamson. In den 2000er-Jahren arbeitete er in Barcelona noch mit Pere Ferré, José Luis Canal und Iñaki Sandoval. Nach Tom Lord war er von 1966 bis 2005 an 35 Aufnahmesessions beteiligt.